# Cugnasco-Gerre
Cugnasco-Gerre ist der Name eines gescheiterten Fusionsprojekts im Kanton Tessin in der Schweiz. Im Jahre 2005 kam der Zusammenschluss der Gemeinde Cugnasco mit der Exklave Gerre di Sotto der Stadt Locarno sowie der Exklave Gerra Piano der Gemeinde Gerra (Verzasca) nicht zustande. 
Auf den 20. April 2008 wurde die Fusion von Cugnasco mit Gerra (Verzasca) zur neuen Gemeinde Cugnasco-Gerra vollzogen, wobei die Gerre di Sotto nicht mehr Teil des Fusionsvorhabens waren.